# Гіларі Свенк

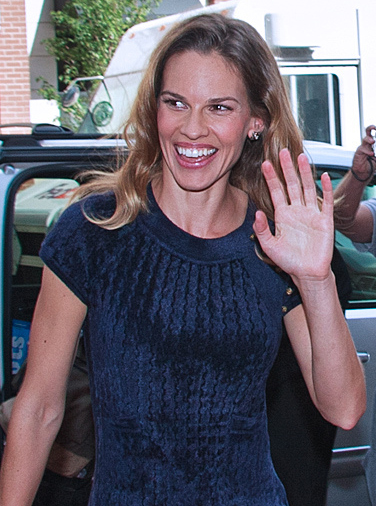
На Кінофестивалі в Торонто 2010

Гіларі Енн Свенк (англ. Hilary Ann Swank; нар. 30 липня 1974, Лінкольн, Небраска) — американська акторка, дворазова володарка премії «Оскар» за головні жіночі ролі у фільмах «Хлопці не плачуть» (1999) та «Крихітка на мільйон доларів» (2004), дворазова лауреатка премії «Золотий глобус» та інших.

## Біографія
Гіларі Свенк народилася 30 липня 1974 року у місті Лінкольн (штат Небраска), росла у Беллінгемі (штат Вашингтон). У 9 років уперше вийшла на сцену в ролі Мауглі у шкільній постановці «Книги джунглів», після чого часто з'являлася в різних шкільних, а пізніше університетських спектаклях. Гіларі домоглася значних успіхів у спорті, особливо в плаванні та гімнастиці. Брала участь у юнацьких Олімпійських іграх і чемпіонатах штату Вашингтон з плавання, а також зайняла 5 місце у штаті з гімнастики. Гіларі навчалася у середній школі Південної Пасадени та коледжі у Санта-Моніці. Після розлучення батьків вона з матір'ю переїхала до Лос-Анджелеса (штат Каліфорнія); вони жили у трейлері, поки не змогли орендувати квартиру. Саме у цей період Гіларі брала участь в різних телевізійних шоу та почала акторську кар'єру.
Під час російсько-української війни Гіларі приєдналась до команди United24 в напрямку «Медична допомога» та висловила підтримку Україні.

## Фільмографія
| Рік       | Назва                             | Оригінальна назва                      | Роль                             |
| --------- | --------------------------------- | -------------------------------------- | -------------------------------- |
| 1991      |                                   | Harry and the Hendersons               | запрошена акторка                |
| 1991-1992 |                                   | Evening Shade                          | Еймі №1                          |
| 1991-1992 |                                   | Growing Pains                          | Саша Сероцькі                    |
| 1992      |                                   | Camp Wilder                            | Даніель                          |
| 1992      | Баффі — винищувачка вампірів      | Buffy the Vampire Slayer               | Кімберлі Ханна                   |
| 1994      |                                   | The Next Karate Kid                    | Джулі Пірс                       |
| 1994      |                                   | Cries Unheard: The Donna Yaklich Story | Патті                            |
| 1996      | Інколи вони повертаються... Знову | Sometimes They Come Back… Again        | Мішель Портер                    |
| 1996      |                                   | Terror in the Family                   | Діна Мартін                      |
| 1996      |                                   | Kounterfeit                            | Коллін                           |
| 1997      |                                   | Quiet Days in Hollywood                | Лоліта                           |
| 1997      |                                   | The Sleepwalker Killing                | Лорен Шалл                       |
| 1997      |                                   | Leaving L.A.                           | Тіффані Робак                    |
| 1997      |                                   | Dying to Belong                        | Ліза Коннорс                     |
| 1997-1998 | Беверлі-Гіллз, 90210              | Beverly Hills, 90210                   | Карлі Рейнольдс                  |
| 1998      |                                   | Heartwood                              | Сільвія Орсіні                   |
| 1999      | Хлопці не плачуть                 | Boys Don't Cry                         | Брендон Тіна                     |
| 2000      |                                   | The Gift                               | Валері Барксдейл                 |
| 2000      | The Audition                      |                                        |                                  |
| 2001      |                                   | The Affair of the Necklace             | Жанна Валуа-Сен-Ремі             |
| 2002      |                                   | The Space Between                      |                                  |
| 2002      | Безсоння                          | Insomnia                               | детектив Еллі Бур                |
| 2003      | 11:14                             | 11:14                                  | Баззі                            |
| 2003      | Земне ядро: Кидок у пекло         | The Core                               | майор Ребекка Чайлз              |
| 2004      | Крихітка на мільйон доларів       | Million Dollar Baby                    | Мегі Фітцжералд                  |
| 2004      |                                   | Red Dust                               | Сара Баркант                     |
| 2004      |                                   | Iron Jawed Angels                      | Аліса Пол                        |
| 2006      |                                   | The Black Dahlia                       | Мадлен Лінскотт                  |
| 2007      | Вільні письменники                | Freedom Writers                        | Ерін Грувелл                     |
| 2007      | Жнива                             | The Reaping                            | професорка Кетрін Вінтер         |
| 2007      | P. S. Я кохаю тебе                | P. S. I Love You                       | Голлі Кеннеді                    |
| 2008      |                                   | Birds of America                       | Лора                             |
| 2009      |                                   | Amelia                                 | Амелія Ергарт                    |
| 2010      |                                   | Conviction                             | Бетті Енн Вотерс                 |
| 2011      |                                   | The Resident                           | д-р Джульєтта Дермер             |
| 2011      | Старий Новий рік                  | New Year's Eve                         | Клер Морган                      |
| 2013      | Мері та Марта                     | Mary and Martha                        | Мері Морган                      |
| 2014      | Ти не ти                          | You're Not You                         | Кейт                             |
| 2017      | Удача Лохана                      | Logan Lucky                            | Сара Грейсон                     |
| 2017      | 55 кроків                         | 55 Steps                               | Колетт Г'юз                      |
| 2018      | Траст                             | Trust                                  | Ґейл Ґетті (основна роль)        |
| 2019      | Дитя робота                       | I Am Mother                            | поранена жінка                   |
| 2019-2020 | Кінь БоДжек                       | BoJack Horseman                        | Джої Поґо (голос, 5 серій)       |
| 2020      | Вдалині                           | Away                                   | Емма Ґрін (головна роль)         |
| 2020      | Полювання                         | The Hunt                               | Афіна Стоун                      |
| 2020      | Фатальна зустріч                  | Fatale                                 | детективка Валері Квінлен        |
| 2022-2023 | Аляска Дейлі                      | Alaska Daily                           | Ейлін Фіцджеральд (головна роль) |
| 2023      | Гнів материнський                 | The Good Mother                        | Марісса Беннінгз                 |
| 2024      | Янголи серед нас                  | Ordinary Angels                        | Шерон Стівенс                    |